# Kanton Égletons
Der Kanton Égletons ist seit 1790 ein französischer Wahlkreis im Département Corrèze und in der Region Nouvelle-Aquitaine. Er umfasst 17 Gemeinden im Arrondissement Tulle und hat seinen Hauptort (frz.: bureau centralisateur) in Égletons. Im Rahmen der landesweiten Neuordnung der französischen Kantone wurde er im Frühjahr 2015 erheblich erweitert.
Der Kanton hat 10.218 Einwohner (Stand: 1. Januar 2022) auf einer Gesamtfläche von 470,85 km²:

## Gemeinden
| Gemeinde                | Einwohner 1. Januar 2022 | Fläche km² | Dichte Einw./km² | Code INSEE | Postleitzahl | Arrondissement |
| ----------------------- | ------------------------ | ---------- | ---------------- | ---------- | ------------ | -------------- |
| Champagnac-la-Noaille   | 230                      | 25,47      | 9                | 19039      | 19320        | Ussel          |
| Chapelle-Spinasse       | 113                      | 5,89       | 19               | 19046      | 19300        | Ussel          |
| Chaumeil                | 166                      | 31,70      | 5                | 19051      | 19390        | Ussel          |
| Égletons                | 4.336                    | 16,85      | 257              | 19073      | 19300        | Ussel          |
| Lafage-sur-Sombre       | 135                      | 18,94      | 7                | 19097      | 19320        | Ussel          |
| Lapleau                 | 386                      | 17,76      | 22               | 19106      | 19550        | Ussel          |
| Laval-sur-Luzège        | 102                      | 16,94      | 6                | 19111      | 19550        | Ussel          |
| Marcillac-la-Croisille  | 853                      | 38,69      | 22               | 19125      | 19320        | Ussel          |
| Montaignac-sur-Doustre  | 634                      | 32,70      | 19               | 19143      | 19300        | Ussel          |
| Moustier-Ventadour      | 430                      | 29,85      | 14               | 19145      | 19300        | Ussel          |
| Rosiers-d’Égletons      | 1.087                    | 38,18      | 28               | 19176      | 19300        | Ussel          |
| Saint-Hilaire-Foissac   | 191                      | 36,92      | 5                | 19208      | 19550        | Ussel          |
| Saint-Merd-de-Lapleau   | 193                      | 24,50      | 8                | 19225      | 19320        | Ussel          |
| Saint-Yrieix-le-Déjalat | 329                      | 40,33      | 8                | 19249      | 19300        | Ussel          |
| Sarran                  | 274                      | 26,09      | 11               | 19251      | 19800        | Ussel          |
| Soursac                 | 520                      | 42,80      | 12               | 19264      | 19550        | Ussel          |
| Vitrac-sur-Montane      | 239                      | 27,24      | 9                | 19287      | 19800        | Tulle          |
| Kanton Égletons         | 10.218                   | 470,85     | 22               | 1907       | –            | –              |

Bis zur landesweiten Neuordnung der französischen Kantone im März 2015 gehörten zum Kanton Égletons die acht Gemeinden Champagnac-la-Noaille, Chapelle-Spinasse, Égletons, Le Jardin, Montaignac-Saint-Hippolyte, Moustier-Ventadour, Rosiers-d’Égletons und Saint-Yrieix-le-Déjalat. Sein Zuschnitt entsprach einer Fläche von 189,27 km2. Er besaß vor 2015 den INSEE-Code 1910.

## Veränderungen im Gemeindebestand seit 2015
2022: Fusion Le Jardin und Montaignac-Saint-Hippolyte → Montaignac-sur-Doustre

## Politik
| Vertreter im Departementrat | Vertreter im Departementrat      | Vertreter im Departementrat |
| Amtszeit                    | Namen                            | Partei                      |
| --------------------------- | -------------------------------- | --------------------------- |
| 2015–                       | Agnès Audeguil Jean-Marie Taguet | UMP                         |